# Klarskov (Marslev Sogn)
 For alternative betydninger, se Klarskov. (Se også artikler, som begynder med Klarskov)
Klarskov , eller Klarskovgård, er en gammel hovedgård, den nævnes første gang den 15. marts 1383. Gården ligger i Holev, Marslev Sogn, Bjerge Herred, Kerteminde Kommune (tidligere Langeskov Kommune). Hovedbygningen er opført i 1793 og genopført i 1823 efter en brand.
Klarskov Gods er på 162 hektar

## Ejere af Klarskov
- (?-1383) Absalon Jacobsen Ulfeld og hustru Cecilie Joensdatter
- (1383-?) Johannes Absalonsen Ulfeld, søn
- (?-1423) Axel Andersen
- (1423-1438) Steen Basse / Bjørn Olufsen Bjørn
- (1438-1440) Steen Basse
- (1440-1536) Antvorskov Kloster
- (1536-1584) Kronen
- (1584-1604) Erik Hardenberg
- (1604-1629) Mette Hardenberg og Predbjørn Gyldenstierne, datter
- (1629-1638) Knud Gyldenstierne, søn
- (1638-1669) Henrik Gyldenstierne, søn
- (1669-1679) Lisbeth Podebusk gift Gyldenstierne
- (1679-1684) Mette Gyldenstierne og Knud Bille, datter
- (1684-1693) Mette Gyldenstierne gift Bille
- (1693-1694) Mads Thrane
- (1694-1698) Knud Lerche
- (1698-?) Joachim Heinrich von Barner
- (?-1699) Christian Andersen Fich og Magdalene A. Klyne
- (1699-?) Wilhelm Friedrich lensgreve Wedell
- (1700-1701) Oluf Knudsen
- (1701-1732) Hans Caspar Peitersen / Knud Lerche / Anna Sophia Ottesdatter
- (1732-1734) Hans Lindegaard
- (1710-1734) Andreas von Bergen
- (1734-1736) Godske Hans von Brüggemann, til Ulriksholm og Østergård
- (1736-1744) Caspar Herman von Brüggemann til Østergård, søn
- (1744-1751) Hans Pedersen
- (1751-1752) Morten Madsen Møller
- (1752-1758) Eva Margrethe Grüner gift Rosenørn
- (1758-1761) Vincents von Steensen
- (1761-1764) Jacob Pachau
- (1764-1765) Åsum byfæller, sognefoged, gårdmænd i Klarskov og Åsum by
- (1765-1766) Christian Ehrenreich von Brockdorff
- (1766-1768) Else Cathrina Maria de Hansen
- (1768) Peter von Westen Eilschow
- (1768-1771) Anders Haugsted
- (1771-1774) Else Cathrina Maria de Hansen
- (1774-1792) Anders Haugsted
- (1792-1812) Peder Leth
- (1812-1828) Kirsten Rasmusdatter gift Leth
- (1828-1843) Peder Leth, søn
- (1843-1875) Laura Cathrine Nielsdatter gift Leth
- (1875-1877) Knud Frederik Leth, søn
- (1877-1895) Marie Kirstine gift Leth
- (1895-1905) Jørgen Sørensen Hedegaard
- (1905-1952) Vilhelm Friis
- (1952-1972) Erik Friis, søn
- (1972-2005) Jørgen Friis, søn
- (2005-) Jens Ulrik Friis, søn